# Готски език
Готският език е мъртъв германски език, говорен от готите, според някои сведения до 17 век. Той е известен най-вече от Codex argenteus, копие от 6 век на превод на Библията от 4 век, и е единственият източногермански език, за който има значими писмени източници. Останалите, сред които бургундски и вандалски, са известни главно от запазени в източниците собствени имена.